# St. Veit (Kleinfahner)

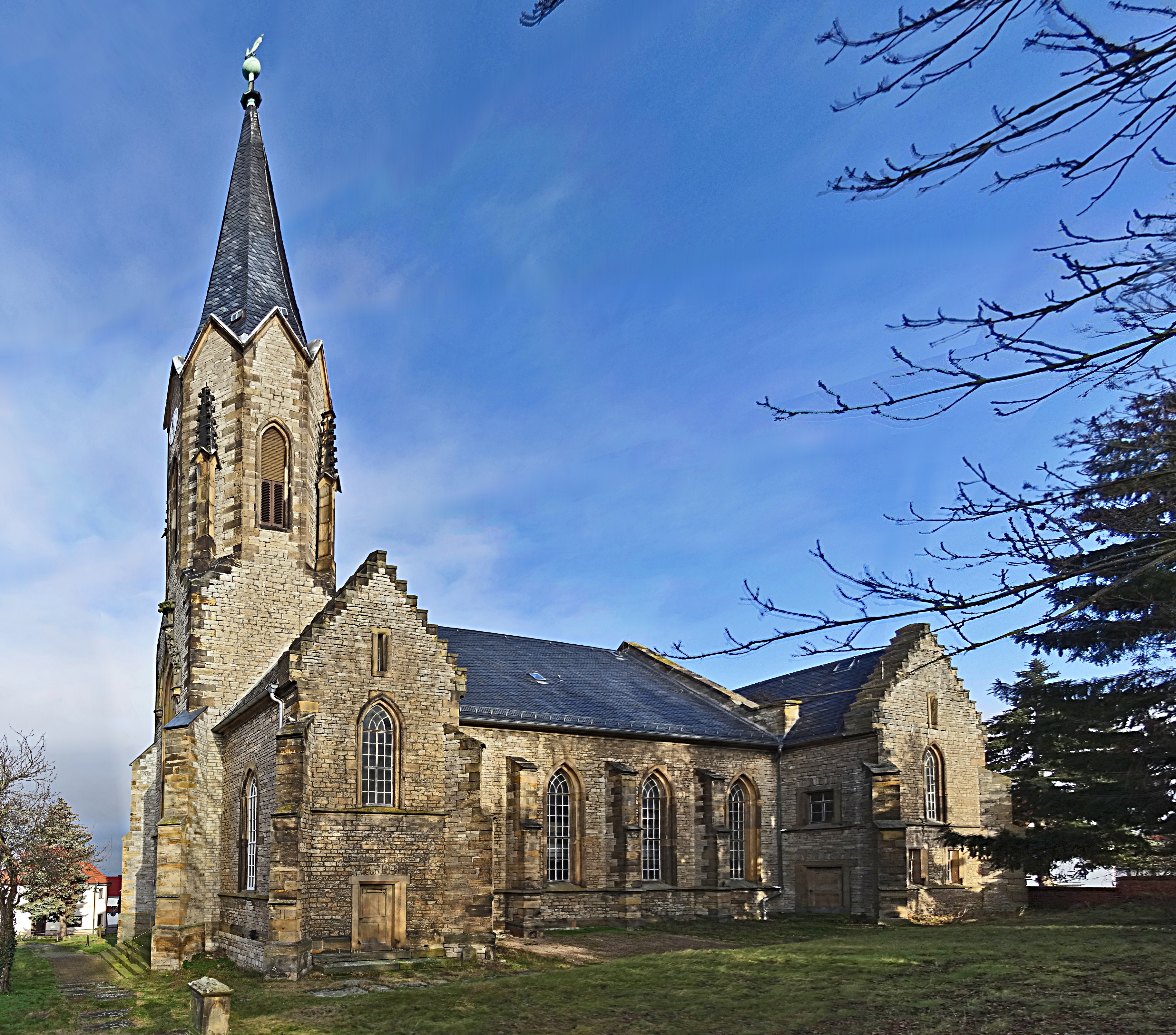
St. Veit (Kleinfahner)

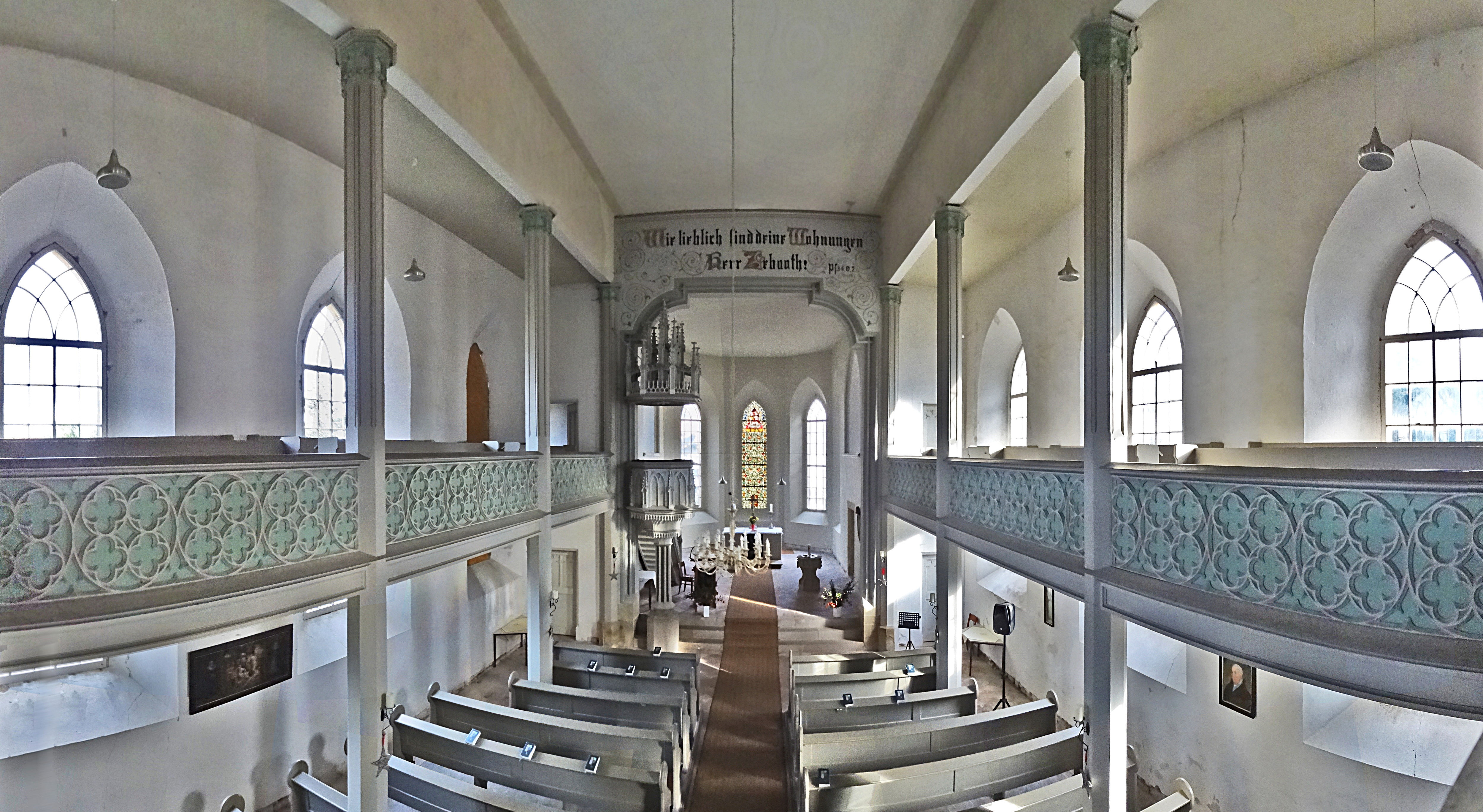
Innenansicht

Die evangelische Dorfkirche St. Veit steht im Ortsteil Kleinfahner der Gemeinde Gierstädt im Landkreis Gotha in Thüringen. Die Gemeinde gehört zum Pfarramt Molschleben im Kirchengemeindeverband „Fahner Land“ im Kirchenkreis Gotha der Evangelischen Kirche in Mitteldeutschland.

## Geschichte
Kleinfahner wurde 874 urkundlich erstmals erwähnt.
Johann Volkmar Sickler war von 1791 bis 1820 Pfarrer vor Ort und in dieser Zeit der Gründer des Fahnerschen Obstanbaus. Seine Ideen und sein Wirken wurden von dem Grundherren Friedrich Wilhelm von Seebach gefördert.

## Beschreibung

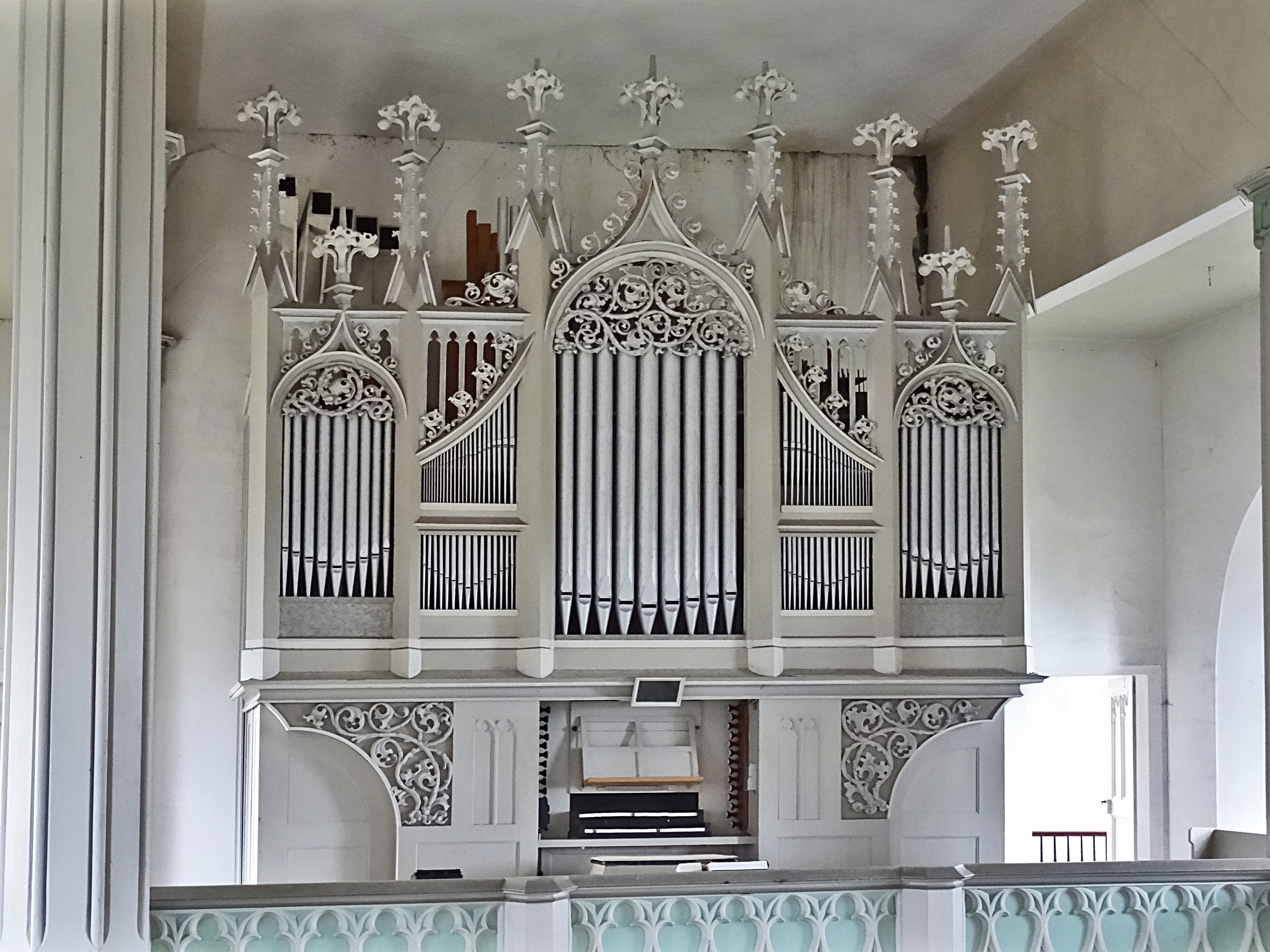
Knauf-Orgel

Das alte Gotteshaus, über das kaum etwas bekannt ist, wurde wegen Einsturzgefahr abgerissen. Die Steine zum Neubau wurden aus der Region gewonnen, unter anderem Seeberger Sandstein. Am 14. November 1864 wurde die neogotische Kirche vom damaligen Pfarrer Edmund Göring  mit den Worten eingeweiht: „Möge Gott über den Bau mit seiner Gnade walten und verleihen, dass stets ein frommes Geschlecht hier ihn anbete, das sich aufbaue als die lebendigen Steine zum geistlichen Hause“.
Trotz neugotischen Außenmauern und dementsprechend Spitzbogenfenstern weist die Inneneinteilung des Kirchenraums zwar einem hölzernen Triumphbogen aber keine gotischen Arkaden oder Gewölbe auf. Er ist eine flachgedeckte Stufenhalle. Beide Seitenschiffe sind mit eingeschossigen Emporen ausgestattet, deren hölzerner Brüstungen mit Blendmaßwerk geschmückt.
Die Orgel mit 25 Registern, verteilt auf 2 Manuale und Pedal, wurde 1864 von Friedrich Knauf & Sohn aus Gotha gebaut.